# غوردون تشين
غوردون تشين هو لاعب كرة الصالات ‏ ولاعب كرة قدم كندي، ولد في 26 مارس 1983 في برنابي في كندا. شارك مع منتخب كندا تحت 17 سنة لكرة القدم. أما مع النوادي، فقد لعب مع تشارلستون بيتري وفانكوفر وايتكابس ونادي هاليفاكس تاون.

## وصلات خارجية
- غوردون تشين على موقع قاعدة بيانات كرة القدم.إي يو (الإنجليزية)